# 갬블러크루
갬블러크루는 대한민국의 비보이 그룹이다.

## 방송
- 정은아의 희로애락 (2003)
- 제3지대 다큐멘터리 (2003)
- 쇼다운 (2022)

## 경력
- 2017.4~2019.12 서울시 대표 비보이단
- 2015.1~2018.12 대한적십자사 서울특별시지사 RCY 홍보대사
- 2013.4~2015.12 서울시 대표 비보이단
- 2009 배틀 오브 더 이어 한국대표
- 2007 미국 에볼루션 비보이대회 한국대표
- 2005 프랑스 세계 3:3배틀대회 배틀스피릿 한국대표
- 2004 프랑스 배틀디멧시(비보이월드컵) 한국대표

## 수상
- 2019 제13회 전주비보이그랑프리 우승
- 2018 예술경영 콘퍼런스 우수 전문예술단체
- 2018 한류힙합문화대상 시상식 비보이대상
- 2016 제8회 울산 썸머 워즈 우승
- 2016 부천세계비보이대회 BBIC 월드 파이널 우승
- 2014 R16 세계비보이대회 우승
- 2010 제4회 CYON 비보이 챔피언십 2010
- 2009 배틀 오브 더 이어 우승
- 2009 중국 심천 해피밸리 우승
- 2009 프랑스 배틀 톨루즈 우승
- 2009 이탈리아 인터내셔널 비보이게임 우승
- 2008 미국 뉴욕 일 스킬 킹즈 우승
- 2008 프랑스 르망 월드배틀 우승
- 2008 R16 코리아 스파클링 우승
- 2007 세계 프리스타일세션 10주년 기념 대회 준우승
- 2007 산즈 리머티즈 비보이대회 우승
- 2007 리스펙트.5 비보이대회 우승
- 2006 배틀 올림픽 툴루즈 우승
- 2006 비보이 호다운대회 우승
- 2005 프랑스 세계 3:3배틀대회 배틀스피릿 우승
- 2005 독일 배틀오브더이어 3위
- 2005 영국 세계 배틀대회 UK 챔피언쉽 우승
- 2004 독일 배틀오브더이어 우승
- 2004 프랑스 배틀디멧시(비보이월드컵) 우승
- 2003 독일 배틀오브더이어 3위
- 2003 일본 오사카 be bboy 배틀대회 우승

## CF
- KB 국민은행 (2006)